# 潘良儒
潘良儒（1917年—？），男，四川开江人，中国磁流体力学家、等离子体动力学家，曾任中国科学院力学研究所研究员。